# Barbarossahöhle

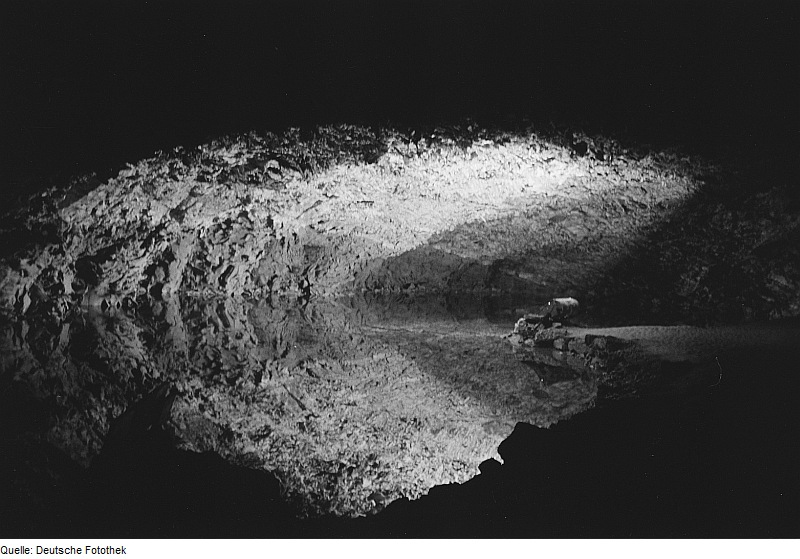
Barbarossahöhle

Barbarossahöhle är en grotta i det tyska bergsområdet Kyffhäuser i förbunslandet Thüringen. Grottan har ungefär en yta av 13 000 m². Den anhydrit som finns i grottan omvandlas på grund av den stora luftfuktigheten till gips. Gipsskiktet löser sig långsamt från berget och liknar tapeter som hänger ner från tak och väggar.
Grottan upptäcktes 1865 när berget skulle utnyttjas för koppargruvdrift. Redan ett år senare öppnades den för visningar. Vattenpölarna i grottan har på grund av gipshalten en grön skimrande färg.
Namnet syftar på Fredrik I Barbarossa. Enligt sagan vilar kejsaren i ett underjordiskt slott tills Tyskland delar är enade. Sagan berättar att hans skägg växer kring ett bord. För tillfället ligger den i två varv kring bordet. När skägget ligger i tre varv börjar världens undergång eller kejsaren vaknar och tar åter makten.

### Webbkällor
- Die "Barbarossahöhle" bei Rottleben im Kyffhäusergebirge, Geotopbeschreibung der Thüringer Landesanstalt für Umwelt und Geologie (TLUG)
- kyffnet.de - Barbarossahöhle